# Струмок Галайка
Струмок Галайка — річка  в Україні, у Томашпільському, Крижопільському і Ямпільському районах Вінницької області. Ліва притока Яланки  (басейн Дністра ).

## Опис
Довжина річки 12 км. Формується з багатьох безіменних струмків та водойм.  Площа басейну 37,7 км².

## Розташування
Бере  початок на північному сході від Ратуша. Спочатку тече на південний схід через Вербецьке, а потім тече переважно на південний захід і у Качківці впадає у річку Яланку, праву притоку Марківки.